# Yugoslavia en los Juegos Olímpicos de Garmisch-Partenkirchen 1936
Yugoslavia estuvo representada en los Juegos Olímpicos de Garmisch-Partenkirchen 1936 por un total de 17 deportistas que compitieron en 4 deportes.  
El equipo olímpico yugoslavo no obtuvo ninguna medalla en estos Juegos.